# Tupi-Kawahib
Die Tupi-Kawahib sind ein indigenes Volk im Amazonasgebiet. Die heute noch 200 bis 300 Angehörige des Volkes leben zwischen Madeirinha und Roosevelt im Indianerterritorium Piripkura im nördlichen Mato Grosso. Sie gehören zu den isolierten Völkern, der Zugang zu ihnen ist gesperrt. Erste Berichte über sie stammen von Cândido Rondon. Später hat Curt Unckel (der von den Eingeborenen Nimuendajú genannt wurde) den Stamm untersucht. Der Ethnologe Claude Lévi-Strauss, der sie in den 1930er Jahren besuchte, widmet ihnen einen längeren Abschnitt seines Buches Traurige Tropen.